# Vuelta de la Juventud 2012
La 45ª edición de la Vuelta de la Juventud fue disputada desde el 2 al 7 de mayo de 2012. Por razones de patrocinio se llamó 45ª Vuelta de La Juventud - Supérate 2012.  Esta es la carrera más importante del calendario ciclístico nacional de Colombia para los corredores menores de 23 años.
La clasificación general fue ganada por Ronald Gómez del equipo Colombia-Comcel, seguido de James Jaramillo a solo 3 segundos

## Equipos participantes
28 equipos tomaron parte de la carrera, la mayoría de ellos amateur, formando un pelotón de 223 corredores, entre ellos 4 ecuatorianos, 1 español y 1 hondureño.
- EPM-UNE
- Colombia-Comcel
- Indeportes Antioquia
- GW-Shimano
- Elegant House
- Formesan IDRD - Pinturas Bler
- Gobernación del Tolima
- Alcaldía de Manizales

## Favoritos
Para esta carrera llegaban como principales favoritos Daniel Jaramillo y Javier Gómez, campeones de las ediciones 2011 y 2010 respectivamente.  Además, Daniel Jaramillo venía de ser campeón Sub-23 de la Vuelta a México, Vuelta al Tolima.  También se barajaban los nombres de Edwar Beltrán,  Kevin Ríos, Isaac Bolívar y Argiro Ospina.

## Etapas
| Etapa | Fecha     | Recorrido                  | Km     | Ganador            | Líder              |
| 1     | 2 de mayo | Manizales - Pereira        | 115    | Javier Gómez       | Javier Gómez       |
| 2     | 3 de mayo | La Virginia - Viterbo      | 20 CRI | Hernando Bohorquez | Hernando Bohorquez |
| 3     | 4 de mayo | Pereira - Valle del Cocora | 171    | Salvador Moreno    | Hernando Bohorquez |
| 4     | 5 de mayo | Armenia - Buenavista       | 105    | Darwin Pantoja     | Ronald Gómez       |
| 5     | 6 de mayo | Armenia - Manizales        | 95     | Hernando Bohórquez | Ronald Gómez       |

## Clasificación general final
| Posición | Ciclista | Equipo | Tiempo |
| -------- | -------- | ------ | ------ |
|          |          |        |        |
| 2        |          |        |        |
| 3        |          |        |        |
| 4        |          |        |        |
| 5        |          |        |        |
| 6        |          |        |        |
| 7        |          |        |        |
| 8        |          |        |        |
| 9        |          |        |        |
| 10       |          |        |        |

### Clasificación de la montaña
| Posición | Ciclista | Equipo | Puntos |
| -------- | -------- | ------ | ------ |
|          |          |        |        |
| 2        |          |        |        |
| 3        |          |        |        |
| 4        |          |        |        |
| 5        |          |        |        |

### Clasificación de las metas volantes
| Posición | Ciclista | Equipo | Puntos |
| -------- | -------- | ------ | ------ |
|          |          |        |        |
| 2        |          |        |        |
| 3        |          |        |        |
| 4        |          |        |        |
| 5        |          |        |        |

### Clasificación de la regularidad
| Posición | Ciclista | Equipo | Puntos |
| -------- | -------- | ------ | ------ |
|          |          |        |        |
| 2        |          |        |        |
| 3        |          |        |        |
| 4        |          |        |        |
| 5        |          |        |        |

### Clasificación por equipos
| Posición | Equipo | País | Tiempo |
| -------- | ------ | ---- | ------ |
|          |        |      |        |
| 2        |        |      |        |
| 3        |        |      |        |
| 4        |        |      |        |
| 5        |        |      |        |

## Evolución de las clasificaciones
| Etapa (Vencedor)               | Clasificación general | Clasificación metas volantes | Clasificación de la montaña | Clasificación de la regularidad | Clasificación por equipos |
| ------------------------------ | --------------------- | ---------------------------- | --------------------------- | ------------------------------- | ------------------------- |
| 1.ª etapa (Javier Gómez)       | Javier Gómez          | James Jaramillo              | Hugo Cabrera                | Javier Gómez                    | EPM-UNE                   |
| 2.ª etapa (Hernando Bohórquez) | Hernando Bohorquez    | James Jaramillo              | Hugo Cabrera                | Javier Gómez                    | Elegant House             |
| 3.ª etapa (Salvador Moreno)    | Hernando Bohorquez    | Jonathan Jiménez             | James Jaramillo             | Hernándo Bohórquez              | EPM-UNE                   |
| 4.ª etapa (Darwin Pantoja)     | Ronald Gómez          | Yean Stefan Rodríguez        | James Jaramillo             | Darwin Pantoja                  | EPM-UNE                   |
| 5.ª etapa (Hernando Bohórquez) | Ronald Gómez          | Yean Stefan Rodríguez        | Salvador Moreno             | James Jaramillo                 | EPM-UNE                   |
| Final                          | Ronald Gómez          | Yean Stefan Rodríguez        | Salvador Moreno             | James Jaramillo                 | EPM-UNE                   |